# Jeholornis
Jeholornis (znači "jeholska ptica") je rod mezozoičke ptice koja je živjela prije oko 120 milijuna godina tijekom razdoblja rane krede u Kini. Fosili Jeholornisa pronađeni su u geološkoj formaciji Jiufotang u kineskoj provinciji Hebei (gdje je bila prijašnja provincija Rehe, također poznata kao Jehol, od čega i dolazi naziv ove ptice) i u starijoj formaciji Yixian.
Nakon Archaeopteryxa i možda Rahonavisa, Jeholornis je najprimitivnija ljudima poznata ptica. Imao je jako dugačak rep i nekoliko manjih zuba, te je približno bila veličine purana, što je čini jednom od najvećih ptica do kasne krede.

## Opis
Jeholornis je bio relativno velika, primitivna ptica, s ukupnom dužinom od oko 80 centimetara. Kostur mu je bio općenito sličan Archaeopteryxovu, uz nekoliko ključnih razlika. Čeljusti su mu bile kraće, vjerojatno prilagođene za prehranu sjemenkama. Za razliku od Archaeopteryxa, Jeholornis nije imao zube u gornjoj čeljusti, imao je samo tri mala zuba u donjoj čeljusti.
Ruke su mu bile snažne i dulje od nogu, s relativno dobro razvijenim ramenim pojasom, što ukazuje na snažnu muskulaturu krila. Prsti su mu također bili dosta jaki, i uspoređujući s Archaeopteryxom, dosta kratki. Kandža na drugom nožnom prstu bila je velika, a i kosti tog prsta su bile općenito šire nego u drugih prstiju, slično kao poznate "srpovite kandže" kod porodice dinosaura Dromaeosauridae.
Struktura repa više je nalikovala onoj dromesaurida, nego Archaeopteryxovoj, s više snažno međusobno povezanih kralježaka. Iako im je bio sličan broj kralježaka (od 20 do 24), Jeholornisu je bila puno veća duljina repa nego Archaeopteryxu. 

## Klasifikacija i fosilni ostaci
Rod Jeholornis sadrži samo jednu vrstu, Jeholornis prima. Ovaj rod smješten je u novu porodicu, Jeholornithidae, čiji je tipni rod, i u redJeholornithiformes. 
Ukupno četiri fosilna ostatka su službeno opisana, iako je jedan još službeno neopisan primjerak znanstvenicima poznat. Tipni primjerak je u kolekciji Instituta za paleontologiju i paleoantropologiju kralježnjaka (Institute of Vertebrate Paleontology and Paleoanthropology - IVPP) u Pekingu. Katalogiziran je kao IVPP V13274, a izvještaj o njemu napravljen je u časopisu Nature iz 2002. godine. Još dva primjerka su katagolizirana također prema IVPP kao V 13550 i V 13553, te se izvještaj o njima pojavio u časopisu Naturwissenschaften 2003. Još jedan primjerak nalazi se u kolekciji muzeja Liaoning Provincial Museum of Paleontology i katalogiziran je kao LPM-0193. Taj primjerak je kao Shenzhouraptor pojavio se u časopisu Geological Bulletin of China u rpnju 2002. O dodatnom primjerku je izvijestio časopis Journal of Nanjing University (također 2002.), gdje su ga nazvali Jixiangornis, te je moguće da je mlađi sinonim Jeholornisa.

#### Rasprave oko imena
Shenzhouraptor sinensis (naziv izveden iz "Shenzhou", drevnog naziva za Kinu, i latinskog "raptor", što znači "nasilni grabežljivac") opisan je u časopisu Geological Bulletin of China u izdanju iz srpnja 2002. prema Ji et al., isti mjesec kad je opisan i Jeholornis od strane Zhoua i Zhanga. Postoje dva glavna dijagnostička svojstva prema kojima se razlikuju. Prvo je veličina i nedostatak zubi, što se može pripisati starosti i očuvanosti fosila. Druga glavna razlika je broj repnih ili kaudalnih kralješaka, premda Zhou i Zhang su pokazali 2003. da na primjerku nedostaje nekoliko njih.
Nekoliko znanstvenika došlo je do zaključka da su Shenzhouraptor i Jeholornis ustvari primjerci iste vrste, i da jedan naziv ima prednost umjesto drugog. Međutim, s obzirom na to da su oba naziva objavljena u tisku u roku od nekoliko dana, nije postignut konsenzus oko toga koje bi ime trebalo imati prednost oko konačnog naziva. Datum kada je objavljen članak o Jeholornisu je 25. srpnja 2002, dok je rad o Shenzhouraptoru bio dostupan na ili prije 23. srpnja 2002. 2003. Ji i njegovi suradnici utvrđuju da je Jeholornis mlađi sinonim Shenzhouraptora. 2006. Zhou i Zhang argumentiraju da je bolje da se ptica zove Jeholornis zbog toga što je članak o fosilu Jeholornisa objavljen u tjednom časopisu, te da ICZN daje prioritet takvim časopisima. U studiji iz 2006. također su klasificirali Jixiangornisa kao mlađi sinonim Jeholornisa.